# ويليام ريغال
ويليام ريغال (بالإنجليزية: William Regal)‏ هو مصارع إنجليزي ولد بمدينة بلاكبيرن في 10 مايو 1968 .

## البطاقة الشخصية
الاسم الحقيقي : دارين ماثيوز
الاسم المستعار : ويليام ريغال
تاريخ الميلاد : 10 - 05 - 1968
العمر : 46 سنة
الطول : 1.88 متر
الوزن : 113 كيلوغرام

## الإنجازات وليام ريجل
- Intercontinental Champion
- European Champion
- Hardcore Champion
- WWE Commissioner
- Alliance Commissioner
- Raw General Manager
- 2008 WWE King of the Ring
- World Tag Team Champion
- WCW Television Champion

## وصلات خارجية
- ويليام ريغال على موقع دبليو دبليو إي (الإنجليزية)
- ويليام ريغال على موقع WrestlingData.com (الإنجليزية)
- ويليام ريغال على موقع CageMatch worker (الإنجليزية)
- ويليام ريغال على موقع قاعدة بيانات المصارعة على الإنترنت (الإنجليزية)
- ويليام ريغال على موقع عالم المصارعة على الإنترنت (الإنجليزية)
- ويليام ريغال على موقع عالم المصارعة على الإنترنت (الإنجليزية)

- صفحة William Regal على دبليو دبليو إي.كوم
- ويليام ريغال على موقع IMDb (الإنجليزية)
- ويليام ريغال على موقع قاعدة بيانات الفيلم (الإنجليزية)